# Michael Kasha
Michael Kasha (Elizabeth (Nova Jersey), 6 de dezembro de 1920 — Tallahassee, 12 de junho de 2013) foi um físico químico e espectroscopista molecular estadunidense.
É um dos fundadores do Instituto de Biofísica Molecular da Universidade do Estado da Flórida. Nascido em Elizabeth (Nova Jersey) em uma família de imigrantes ucranianos, obteve um Ph.D. em química na Universidade da Califórnia em Berkeley, orientado por Gilbert Newton Lewis.
Foi "Distinguished University Research Professor" da Universidade do Estado da Flórida. Foi eleito membro da Academia Nacional de Ciências dos Estados Unidos e da Academia de Artes e Ciências dos Estados Unidos, bem como da Academia Internacional de Ciências Moleculares Quânticas.
A pesquisa em seu laboratório de espectroscopia mantém uma tradição arraigada na descoberta e elucidação de mecanismos de excitação, com particular aplicação em problemas fotoquímicos e biofísicos.